# Associatie van Kleine en Middelgrote Ondernemingen in Suriname
De Associatie van Kleine en Middelgrote Ondernemingen in Suriname (AKMOS) is een belangenorganisatie in Suriname voor ondernemers in het midden- en kleinbedrijf, in Suriname aangeduid als KMO.

## Achtergrond
De leden van de AKMOS variëren van lasbedrijven, rijstproducenten en ander productiebedrijven tot detailhandel. In 2011 werd een zakenreis naar India ondernomen om investeringen in Suriname te stimuleren. Bij de associatie zijn rond de honderd leden aangesloten (stand 2012).
André Soeltaansingh leidde de organisatie rond 2004. Sinds minimaal 2007 ligt het voorzitterschap in handen van Sham Binda, Hij was van 1991 tot 2007 betrokken bij de Kamer van Koophandel en Fabrieken, waaronder als ondervoorzitter, en is eigenaar van meerdere detailhandelzaken.
Als voorzitter van AKMOS is Binda steeds meer uitgegroeid tot een criticus van het beleid van de regering van Desi Bouterse. De AKMOS werd in mei 2016 als ondernemersorganisatie niet opgenomen in het overlegplatform met de regering. Enkele maanden later, in september, trad AKMOS toe tot het Burgercollectief, samen met groeperingen als Wij Zijn Moe(dig). Tijdens de verkiezingen van 2020 deed Binda mee als kandidaat voor de VHP en werd hij gekozen in De Nationale Assemblée. Hij besloot hierop af te treden als voorzitter van AKMOS.